# Abdallah ben Hamad Al Thani
 (août 2024).
Si vous disposez d'ouvrages ou d'articles de référence ou si vous connaissez des sites web de qualité traitant du thème abordé ici, merci de compléter l'article en donnant les références utiles à sa vérifiabilité et en les liant à la section « Notes et références ».
Titre
Vice-émir du Qatar
Prince héritier du Qatar
Depuis le 11 novembre 2014
(10 ans, 8 mois et 15 jours)
Le cheikh Abdallah ben Hamad Al Thani, né le 9 février 1988 à Doha, au Qatar, est le Vice-émir du Qatar depuis le 11 novembre 2014.

## Biographie
Abdallah est l'un des fils de Hamad ben Khalifa Al Thani, 7e émir du Qatar de 1995 à 2013, et demi-frère de l'actuel émir Tamim ben Hamad Al Thani. Sa mère est Noora bint Khalid Al Thani.   
Il a fait ses études à l'université du Qatar.  
Entre 2011 et 2014, il est président de l'administration princière du Qatar.
Le 11 novembre 2014, l'émir Tamim nomme son demi-frère Abdallah au poste de Vice-émir, en faisant le prince héritier officieux.

## Titres et honneurs
- 1988-2014 : Son Excellence Abdallah ben Hamad Al Thani ;
- depuis 2014 : Son Altesse le cheikh Abdallah ben Hamad Al Thani, Vice-émir du Qatar.